# Penka Markova
Penka Markova (in bulgaro Пенка Маркова?; Haskovo, 11 febbraio 1963) è un'ex cestista bulgara.

## Carriera
Con la Bulgaria ha disputato i Campionati mondiali del 1983 e due edizioni dei Campionati europei (1983, 1987).